# La barra del Mundial
La Barra del Mundial fue un programa de televisión en que los participantes concursaban para ganar pasajes para ir a ver el Mundial. Se emitía de lunes a jueves y los sábados en vivo desde el Teatro Caupolicán, pero fue sacado del aire dos semanas antes de que terminara el Mundial de Fútbol de Sudáfrica 2010. Se pensaba poner término al programa el 10 de julio de 2010 (un día antes que terminara el mundial). 
Durante mayo del 2010, se hizo un casting para varias ciudades de Chile para que la gente postulara para ir al programa y tener el sueño de ir a ver el Mundial.
Debido a los problemas con la producción, se tuvo que apurar el programa para que terminara lo antes posible, primero regalando pasajes para ver el partido de Chile v/s Honduras, después Chile v/s Suiza, Chile v/s España y para ver la final del Mundial 2010.
Al principio empezó con humor y concursos, a la semana siguiente cambia de formato debido al bajo índice de audiencia, lo hacen como programa de baile. Pero el programa fracasó.

## Motivos de la salida del aire
La directora de Programación, María Elena Wood, citó a reunión a los productores ejecutivos de programas de la estación para explicar la cancelación del primer programa dirigido por Luis Rolls en la señal (venía de dirigir reality shows de Canal 13). En la cita, Wood dijo que había que "felicitar el riesgo" y que "cuando alguien fracasa, todos lo hacemos", en referencia a Rafael Araneda.
También fue por el bajo índice de audiencia que tenía todas las noches y le ganaba los programas de Chilevisión. Los lunes y martes le ganaba Fiebre de baile, los miércoles, En la Mira; los jueves, El Club de la Comedia y los sábados, Teatro en Chilevisión.

## Problemas en el Teatro Caupolicán
La Barra del Mundial salió al aire con la venia de María Elena Wood y fue pensado a fines de marzo. Originalmente sería un espacio de juegos tipo gladiador americano y el formato fue apoyado por el área comercial. Aunque se cuestionó la idea de ir cinco días al aire (lunes a jueves y los sábados), finalmente "la plana ejecutiva insistió en hacerlo todos esos días. El equipo tenía claro que la competencia en Chilevisión con Fiebre de Baile era muy fuerte y que de seguro iban a perder", reconoce una persona del equipo.
La elección del Teatro Caupolicán como set del programa fue un problema, añaden. "Existían varios problemas técnicos en el lugar, lo que hacía más difícil hacer el espacio", reconocen. Un dato: A un día de salir al aire, la escenografía todavía no estaba terminada.